# 西畴粉背蕨
西畴粉背蕨（学名：Aleuritopteris sichouensis）为中国蕨科粉背蕨属下的一个种。

## 扩展阅读
- 維基物種上的相關：西畴粉背蕨